# Lipe
Lipe so naselje na Ljubljanskem barju, v Mestni občini Ljubljana. So nadaljevanje Črne vasi in zadnja vas na ozemlju Mestne občine Ljubljana ob cesti proti Podpeči. Proti jugu vodi ravna asfaltirana cesta tudi proti vasi Podkraj, ki leži ob cesti Ig-(Tomišelj)-Podpeč v občini Ig. Skozi naselje vozi mestna avtobusna linija št. 19B.
Naselje je v 19. stoletju ustanovil in poimenoval Martin Peruzzi, kjer si je postavil prvo enonadstropono zidano hišo na Barju.